# Viola subglabrata
Viola subglabrata är en violväxtart som beskrevs av Poll och Wilhelm Becker. Viola subglabrata ingår i släktet violer, och familjen violväxter. Inga underarter finns listade i Catalogue of Life.